# Portami al di là del fiume
(Ethan Canin,  Portami al di là del fiume  (pagina 93 dell'edizione italiana), 2010)
Portami al di là del fiume è un romanzo scritto dallo statunitense Ethan Canin nel 2001 e pubblicato in Italia nel 2010. L'opera è ambientata principalmente negli Stati Uniti e ripercorre la vita del protagonista August Kleinmann fuggito dalla Germania nazista e diventato ricco uomo d'affari a Pittsburgh. La vita di August è costellata di successi ma anche di avvenimenti tragici. Al centro il grande amore per la moglie Ginger. Sentendo avvicinarsi la fine, August decide di recarsi in Giappone per incontrare il figlio di un soldato giapponese incontrato durante la guerra.

## Edizioni
- Ethan Canin, Portami al di là del fiume, Francesca Valente traduttore, Ponte alle Grazie, 2010,  p. 223, ISBN 978-88-6220-074-5.